# Коппанг, Нина
Нина Коппанг (швед. Nina Koppang; род. 31 мая 2002, Вадстена, Эстергётланд) — шведская гандболистка, правый полусредний клуба «Севехоф» и сборной Швеции, участница Олимпийских игр 2024 года.

## Биография

### В клубе
Коппанг начала играть в гандбол в Вадстене. Параллельно увлекалась футболом.
В 2018 году переехала из Вадстены и стала регулярно посещать спортивную школу, после чего перешла в молодежную команду ГК «Севехоф». Продолжала играть в футбол за молодежную команду ФК «Гётеборг». Сезон 2020/21 годов стал для нее первым в старшей команде IK Sävehof.
В 2022 и 2023 году в составе команды становилась чемпионкой страны, в 2023 году обладателем Кубка Швеции. 

### Карьера в сборной
В 16 лет Нина была приглашена в сборную Швеции U16 по футболу.
В гандболе она принимала участие в чемпионате Европы U17 2019 года, где игроки Швеции стали серебряными медалистками. Также участвовала в чемпионате Европы U19 2021 года, где Швеция заняла четвертое место. Там была выбрана в сборную всех звезд как лучшая правая защитница.
В главной национальной сборной она дебютировала в апреле 2021 года в матче против сборной Венгрии. Принимала участие в чемпионате Европы 2022 года, где Швеция заняла итоговое пятое место. 
В 2023 году была приглашена в сборную для участия в финальной части чемпионата мира 2023 года. 

## Достижения
- Чемпионка Швеции (2): 2022, 2023.
- Обладательница Кубка Швеции: 2023.

## Личная жизнь
Отец — шведский фехтовальщик Нильс Коппанг (род. 1958), участних Олимпийских игр (1976, 1984), единоутробная сестра — шведская футболистка Стина Блакстениус (род. 1996), серебряный призёр Олимпийских игр (2016, 2020).